# 흡수지

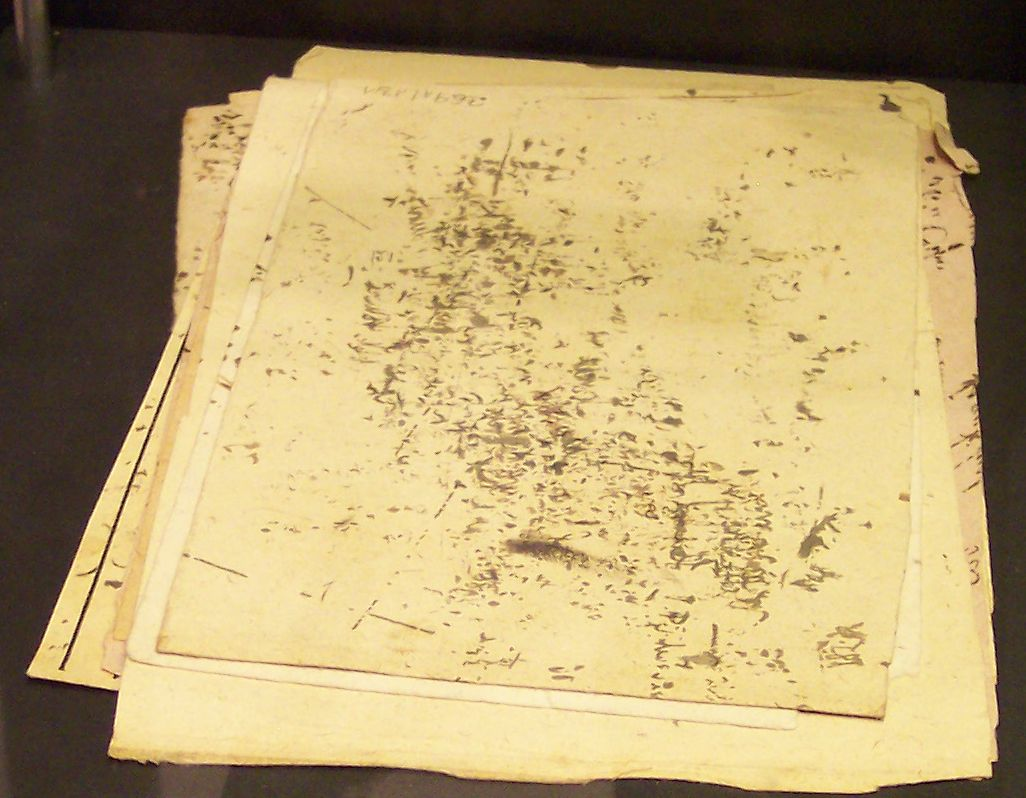
잉크 얼룩이 묻은 사용한 흡수지

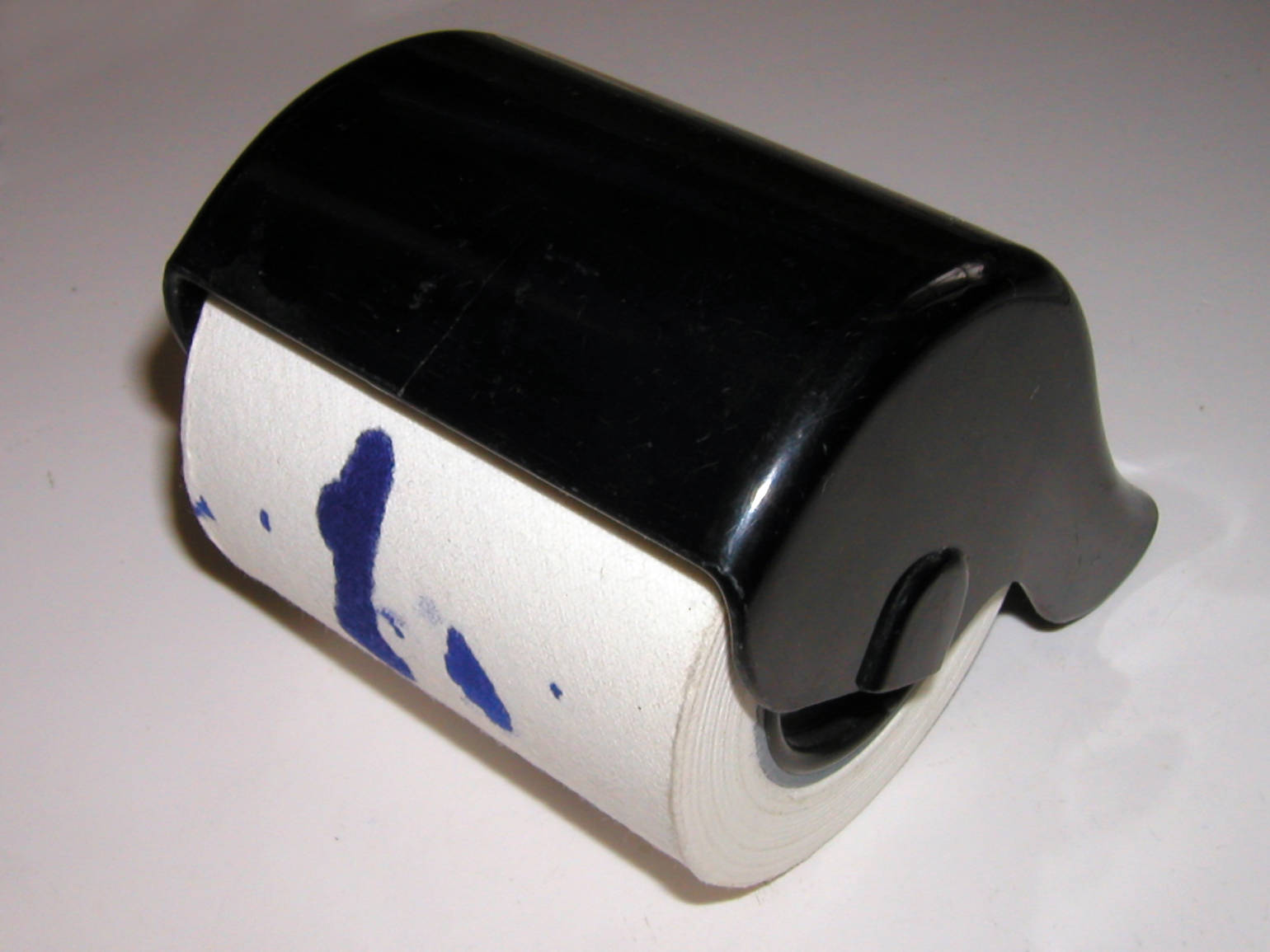
롤에 감긴 흡수지

흡수지, 압지, 기름종이, 블로팅 페이퍼(blotting paper)는 잉크나 기름을 필기구로부터 흡수하는 데 사용되는 흡수력이 뛰어난 종이의 한 종류로, 특히 깃펜이나 만년필이 인기를 끌던 시기에 많이 사용되었다. 제품에 포함된 기름의 양을 시험하는 데도 사용될 수 있다. 비불러스지(bibulous paper)라고 불리는 흡수지는 주로 현미경학에서 관찰 전에 슬라이드에서 여분의 액체를 제거하는 데 사용된다. 흡수지는 또한 피부 기름과 화장을 제거하는 데 도움을 주는 화장품으로도 판매되었다.

## 제조
흡수지는 용도에 따라 두께, 부드러움 등이 다른 다양한 재료로 만들어진다. 종종 면으로 만들어지며 특수 초지기에서 제조된다. 흡수지는 15세기에 영어에서 처음 언급된 것으로 알려져 있지만, 잉글랜드 노퍽의 웬섬강에 있는 링 제분소에서 우연히 발명되었다는 전통이 있다.
버크셔 (잉글랜드)의 한 제지소 직원이 생산 중인 종이 묶음에 사이징을 추가하는 것을 잊었다고 보고되었다. 그 묶음은 폐기되었다. 그 후, 누군가가 이 폐기된 "고철" 종이에 글을 써보려 했고, 그것이 잉크를 빠르게 흡수하여 글쓰기에 사용할 수 없다는 것을 발견했다. 그러나 그 현저한 흡수성이 주목되면서, 이후 흡수지로 생산되어 사용되었고, 표면에 젖은 잉크를 흡수하는 데 사용되던 모래를 대체하게 되었다. 대부분의 종이가 "넝마"로 생산되던 시기에, 모든 색을 제거하기 어려워 일반적으로 버려지던 붉은색/분홍색 넝마는 이제 흡수지 생산에 사용되었고, 이로 인해 흡수지는 역사적으로 특징적인 분홍색을 띠게 되었다.

## 용도

### 미술
흔히 수채화 용지로 알려진 흡수지 형태는 흡수성 때문에 생산되며, 표준 미술 용지나 스케치 용지보다 물과 안료를 훨씬 더 잘 흡수한다. 비록 일반적으로 흡수지와는 별개로 분류되지만, 흡수지와 수채화 용지의 구성 성분과 두께의 차이는 미묘하며, 생산 공정이 거의 동일하므로 둘을 구별할 필요는 없다.

### 화학 분석
흡수지는 화학 분석에서 박층 크로마토그래피의 고정상으로 사용된다. 흡수지는 또한 수영장/스파 유지보수에서 pH 균형을 측정하는 데 사용된다. 일회용 플라스틱 스트립에 부착된 작은 흡수지 조각은 일반적으로 지의류, 특히 리트머스이끼에서 추출한 pH 민감성 화합물로 함침된다. 이 스트립은 리트머스 시험지와 유사하게 사용되지만, 거름종이는 일반적으로 리트머스 스트립에 사용되어 확산 특성을 허용한다.

### 약물

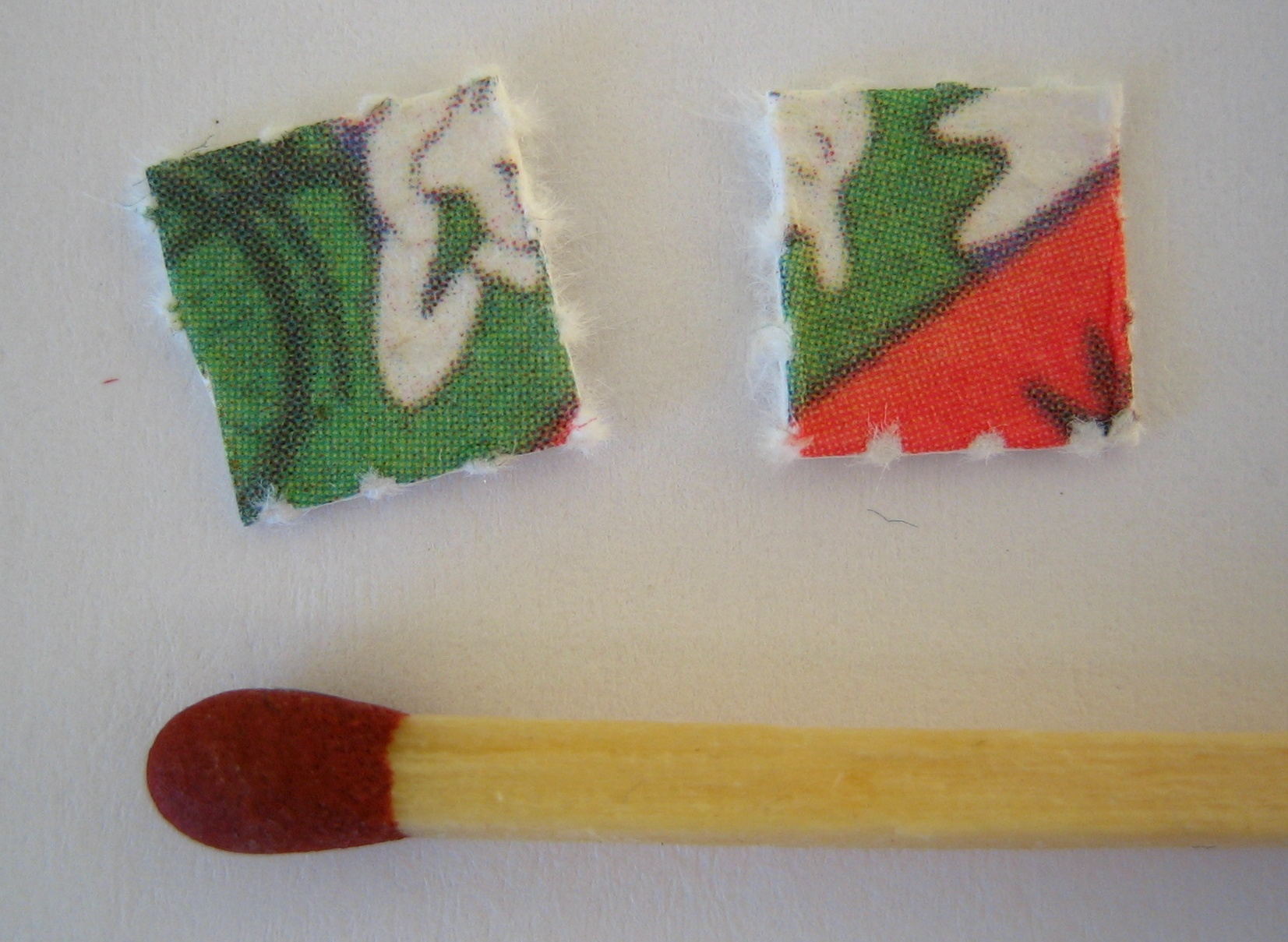
LSD 두 투여분, 크기 비교를 위한 성냥

마이크로그램 범위에서 활성인 약물, 특히 LSD는 흔히 흡수지에 불법적으로 유통된다. 약물의 액체 용액이 흡수지에 도포되며, 흡수지는 일반적으로 개별 용량으로 천공되고 블로터 아트로 알려진 예술적으로 장식된다. 배너티 블로터는 LSD에 노출되지 않은 블로터 아트로, 일반적으로 수집품으로 판매되지만, 이 예술의 많은 부분이 불가피하게 불법 유통된다. 이 작품은 흡수지에 인쇄된 다음 때때로 작은 사각형 또는 "탭"으로 천공되어 찢거나 잘라낼 수 있다. 대부분의 블로터 아트 디자인에는 천공을 돕거나 절단 격자로 남겨두기 위한 그리드 선이 디자인의 일부로 포함되어 있다. 약물 전달 방법으로서 블로터는 강력한 물질의 쉬운 투여와 약물의 쉬운 설하 투여를 가능하게 하여 25I-NBOMe 및 알프라졸람을 포함한 다른 강력한 약물 제제로 점점 인기를 얻고 있다.
미술 작품이 없는 평범한 흰색 LSD 블로터는 흔히 “WoW” (White on White)라고 불리며 일반적으로 천공되지 않고 펜으로 격자를 만들고 때로는 일반 수채화 용지에 놓는다.

### 필기

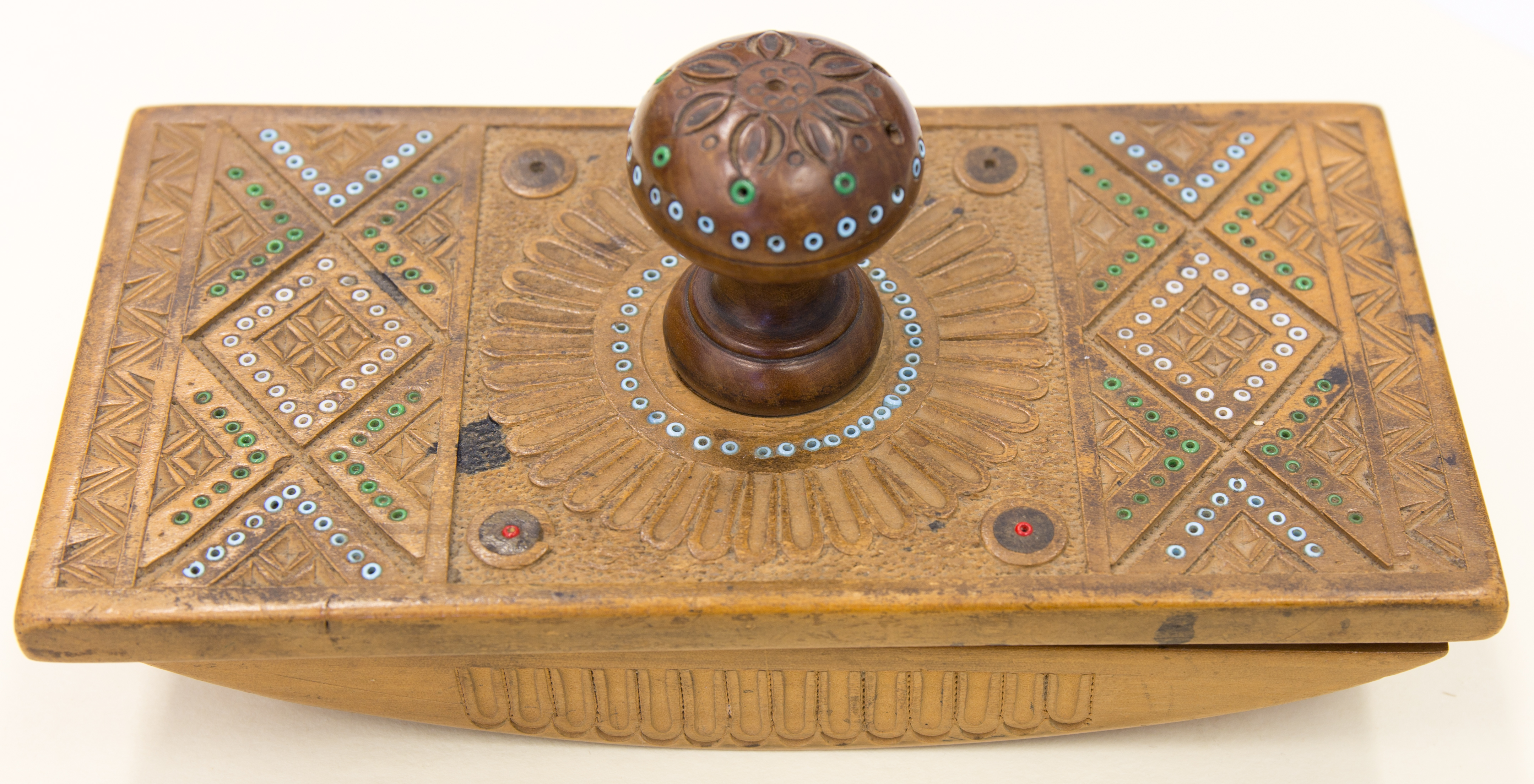
독일산 흡수지 홀더, 현재 유럽 문화 박물관 소유

흡수지는 딥펜을 사용할 때 자주 필요하며, 때때로 만년필을 사용할 때도 필요하다. 이는 처음에는 젖은 잉크 위에 퍼운스를 뿌리는 방식으로 이루어졌다.
잉크를 제거하는 데 사용될 때, 글씨가 흡수지 표면에 반대로 나타날 수 있는데, 이 현상은 셜록 홈즈 이야기 "실종된 스리쿼터의 모험"과 같은 여러 탐정 소설에서 플롯 장치로 사용되었다.

### 화장품
흡수지는 화장품에도 흔히 사용되며 얼굴의 과도한 피지를 흡수한다. 전 세계적으로 수많은 화장품 브랜드에서 인기리에 판매되고 있다.
이 종이들은 종종 더 넓은 시장의 매력을 위해 염색되고, 살리실산과 미네랄이 뿌려져 면포와 여드름의 형성을 적극적으로 방지한다. 그러나 흡수지가 과도한 기름을 흡수하여 여드름을 줄이는 데 도움이 되는지, 아니면 여드름을 유발하는지에 대한 인기 있는 논쟁이 있다. 흡수지의 품질과 광물유와 같은 다른 성분의 사용이 결정적인 요인이 될 수 있다.

### 의례 마법
르네상스 시대 아이슬란드에서는 흡수지가 의례 마법 도구로서 작은 종교적 의미를 가졌다. 이는 당시의 그리모어 (마법 주문 책)인 갈드의 서에 나타나는데, 독자는 성공을 얻기 위해 흡수지에 마법 인장을 그리도록 지시받는다.

## 같이 보기
- 블로팅 페이퍼 커피 필터
- 아부라토리가미

## 내용주
1. ↑  "White on white"는 "white fluff"를 의미하는데, 이는 흰색 종이에 인쇄된 고순도 LSD를 뜻한다.